# Parafilie
Parafilie (van het Griekse para (παρά) = naast, en -philia (φιλία) = houden van) is een term uit de psychiatrie voor een groep seksuele afwijkingen waarbij het erotische contact met een gelijkwaardige partner niet volstaat om seksuele opwinding en orgasme te bereiken. De parafilieën lopen uiteen van voor andere mensen geheel onschadelijke gedragingen tot zeer schadelijke, en daartoe mogelijk leidende fantasieën. Voorbeelden zijn seksuele opwinding door voorwerpen (fetisjisme), (gespeeld) agressief of vernederend gedrag, maar ook seksuele handelingen met kinderen behoren tot het spectrum.
Er is sprake van een parafiele stoornis wanneer een parafilie een schadelijke uitwerking heeft op de betrokkene of derden.

## Categorisering
De psychiatrie maakt een onderscheid tussen parafiliën en parafiele stoornissen waarbij parafilieën op zichzelf geen behandeling behoeven. Van een stoornis is sprake wanneer iemand last ondervindt van een bepaalde parafilie of wanneer die parafilie schade aan andere personen toebrengt.
De parafiele stoornissen worden in DSM-5 gecategoriseerd in de volgende categorieën:
- Voyeuristische stoornis
- Exhibitionistische stoornis
- Frotteuristische stoornis
- Pedofiele stoornis
- Fetisjistische stoornis
- Andere gespecificeerde parafiele stoornis (zoals zoöfilie en necrofilie)
- Ongespecificeerde parafiele stoornis

## Geschiedenis
De term parafilie werd gelanceerd door psychiater Wilhelm Stekel in de jaren twintig van de 20e eeuw. De term werd opnieuw onder de aandacht gebracht door de seksuoloog John Money als een aanduiding voor ongebruikelijke seksuele interesses. Psychologen en psychiaters zijn eind 19e eeuw begonnen met het categoriseren van parafilieën om een duidelijker beeld te krijgen van de wettelijke en religieuze concepten van sodomie en perversie.
In 1952 werd de Diagnostic and Statistical Manual of Mental Disorders opgesteld. Hierbij werden seksuele deviaties opgenomen onder de groep persoonlijkheidsstoornissen. Hieronder vielen homoseksualiteit, transvestisme, pedofilie, fetisjisme.
In 1968 werden in DSM-II de seksuele deviaties ondergebracht in een eigen subgroep en los gezien van persoonlijkheidsstoornissen, maar gedefinieerd als een fascinatie op objecten, een afwijking van met coïtus geassocieerde seksualiteit, of coïtus uitgevoerd onder bizarre omstandigheden. Er werden tien categorieën opgenomen: homoseksualiteit, fetisjisme, pedofilie, transvestisme, exhibitionisme, voyeurisme
In 1980 nam in DSM-III parafilie op als naam voor de categorie. De parafilieën die onderscheiden werden waren: fetisjisme, transvestisme, zoöfilie, pedofilie, exhibitionisme, voyeurisme,  en de restcategorie atypische parafilie. Parafilieën zijn in DSM-III psychiatrische seksuele stoornissen met een voornamelijk psychologische etiologie, die gekenmerkt worden door een “afwijkend seksueel object”. Homoseksualiteit verdween in 1980 uit de lijst van parafilieën.
In 1987 verscheen DSM-III R waarbij een A- en B-criterium werd ingevoerd. Hierbij werd voor diagnoses een voorwaarde geïntroduceerd voor parafiel openlijk gedrag. Ook werd er een schaal voor de ernst van een parafilie gegeven: mild (duidelijk lijden zonder gedrag), middelmatig (af en toe parafiel gedrag) en ernstig (herhaaldelijk wordt parafiel gedrag gesteld).
Bij het verschijnen van DSM-IV bleef de categorisering in stand. Het B-criterium voor het daadwerkelijk gedrag werd uitgebreid met een criterium voor klinisch significant lijden of sociale of beroepsmatige beperkingen. In het DSM-IV werden de volgende parafilieën omschreven:
- Exhibitionisme
- Fetisjisme
- Frotteurisme
- Pedofilie
- Fetisjistisch transvestitisme
- Voyeurisme
- Seksueel-masochisme
- Seksueel sadisme

Verder vermeldde het handboek nog een restgroep 'niet anderszins omschreven'. Bij deze restgroep hoorden necrofilie (lijken), klismafilie (rectaal inbrengen van vloeistof), coprofilie (ontlasting), telefoonscatologie (obsceniteiten over de telefoon), urofilie (urine) en partialisme (lichaamsdelen). Vanwege de onderliggende seksuele drang zou ook apotemnofilie (een sterk overheersend verlangen om een of meer gezonde ledematen te laten amputeren, vaak zonder chirurgisch toezicht of begeleiding) hieronder gerekend kunnen worden, deze is echter niet opgenomen in DSM-IV.
Het DSM-IV werd in 2013 opgevolgd door het DSM-5, waarvan een jaar later ook een Nederlandse vertaling verscheen. In het DSM-5 is onder andere een onderscheid tussen parafilieën en parafiele stoornissen ingevoerd.